# Andreas Schwaller
Pour les articles homonymes, voir Schwaller.
Andreas Schwaller, né le 8 juillet 1970 à Recherswil, est un joueur suisse de curling notamment médaillé de bronze aux Jeux olympiques d'hiver de 2002.

## Carrière
Pendant sa carrière, Andreas Schwaller prend part à six championnats d'Europe où il gagne le bronze en 1993, l'argent en 2001 et l'or en 2006. Il participe également quatre fois aux championnats du monde où il remporte l'argent en 2001. Andreas Schwaller participe une fois aux Jeux olympiques, en 2002 à Salt Lake City aux États-Unis, avec Markus Eggler, Damian Grichting, Marco Ramstein et son frère Christof Schwaller. Il est médaillé de bronze après une victoire contre les Suédois dans la finale pour la troisième place.